# 中国女法官协会
中国女法官协会是中华人民共和国女法官组成的社会团体，1994年5月在北京市成立。首任会长为最高人民法院原副院长马原。

## 历任领导
- 马原
- 王秀红
- 黄尔梅
- 宋鱼水